# Złodzieje tacy jak my
Złodzieje tacy jak my – amerykański film kryminalny z 1974 r. w reżyserii Roberta Altmana, na podstawie powieści Edwarda Andersona. Remake filmu Nicholasa Raya Oni żyją w nocy z 1948 r.

## Główne role
- Keith Carradine – Bowie
- Shelley Duvall – Keechie
- John Schuck – Chicamaw
- Bert Remsen – T-Dub
- Louise Fletcher – Mattie
- Ann Latham – Lula
- Tom Skerritt – Dee Mobley
- Al Scott – Kapitan Stammers
- John Roper – Jasbo
- Mary Waits – Noel Joy
- Rodney Lee – James Mattingly
- William Watters – Alvin

## Fabuła
Rok 1936. Dwóch skazańców ucieka z więzienia i przyłącza się do Bowiego. Wracają do okradania banków i pragną zdobyć sławę. Bowie zakochuje się w Keechie – poznanej dziewczynie, którą porywa do ich kryjówki. Starszy Chimacaw jest zawodowym kryminalistą, a najstarszy T-Dub jest szybkim kochankiem i pijakiem. Za namową wspólników Bowie zgadza się na ostatni skok, po czym decyduje się zamieszkać z Keechie. Niestety, napad na Yazoo City kończy się niepowodzeniem i zostaje zabitych dwóch policjantów.

## Nominacja
- 27. Międzynarodowy Festiwal Filmowy w Cannes 1974
  - Złota Palma – Złodzieje tacy jak my Robert Altman